# 敏昂來
敏昂來（1956年7月3日—），緬甸政治及軍事人物，亦是緬甸軍政府領導人，現任代理总统、国家安全与和平委员会主席及國防軍總司令，曾任總理。其軍銜為大將。
2021年2月1日，發動軍事政變推翻國務資政翁山蘇姬和總統溫敏奪權，成立名為緬甸國家管理委員會的軍政府並成為實際最高領導人；同年8月1日，自任為緬甸總理。2024年7月起代理緬甸總統。2025年7月起不再兼任總理一職。
其麾下的緬甸國防軍在羅興亞危機、反政變示威及其他少數民族等事件的應對上涉及戰爭罪和危害人類罪，因此使他被認為負有主要責任。人權團體英国声援缅甸组织認為他是緬甸人權改善、民主改革、和平、現代化以及改善緬甸健康和教育的主要障礙。

## 生平

### 求学
敏昂來於1956年7月3日出生在德林達依州的土瓦。他於1972年在拉達高中通過了預科班。他於1972年至1973年在仰光藝術與科學大學就讀並學習法律，然後在1974年入學中加入國防服務學院第19期。

### 入伍
1977年12月，敏昂來被委任为緬甸軍隊少尉。畢業後，他繼續擔任孟邦的指揮職位，並於2002年晉升為金三角區域司令部指揮官，並與兩個反叛組織佤邦联合軍和撣邦東部民族民主同盟軍談判。2009年，他在對果敢地區的叛軍緬甸民族民主同盟軍軍隊發動攻勢後嶄露頭角。

### 军方高层
2010年6月，敏昂來取代將軍瑞曼擔任陸軍、海軍和空軍參謀長。
2011年3月30日，他成為新的緬甸武裝部隊總司令，接替辭去國家元首和軍政府首席大將等職的丹瑞。
2011年11月，據在線新聞雜誌“伊洛瓦底”報導，人們普遍認為敏昂來在當月與中國軍方官員舉行會談，以及他與中國建立雙邊防務合作協議後也進行了會談，與時任中共中央政治局常委、中國國家副主席習近平就中國在克欽邦衝突方面的合作問題進行了討論。
2012年3月27日，在首都奈比都的一次演講中，他為軍隊在國家政治中的持續作用辯護。
2012年4月3日，緬甸政府宣布敏昂來晉升為緬甸副總理，在緬甸武裝部隊中排名第二。他於2013年3月晉升為大將。

### 政变上台
2021年2月1日，緬甸軍方在他的領導下發動政變，奪取以昂山素姬和温敏為首的原政府政權，隨後成立名為緬甸國家管理委員會的軍政府，由他擔任該委員會的主席，成為緬甸實際上的最高領導人，同時宣布進入為期一年的緊急狀態，預定實施至2022年2月為止。
2021年8月1日，他兼任緬甸總理，並承諾在2023年8月之前舉辦選舉。2022年1月31日，將緊急狀態延長六個月，預定實施至2022年8月為止，但其後敏昂來數次延長該期限，直至2025年7月底宣告結束緊急狀態。
2024年7月22日，接替因病休養的敏瑞履行代理總統職務。

## 國際制裁
聯合國人權事務高級專員辦事處報告說，敏昂來的士兵故意以緬甸北部各邦的平民為目標，並一直在對若開邦的少數民族社區進行“系統性歧視”和侵犯人權行為，尤其是他被指控對羅興亞族人民進行種族清洗。這些侵犯人權行為可能構成戰爭罪和危害人類罪。
社交媒體Facebook於2018年8月27日宣佈封鎖敏昂來和其他19位緬甸高級軍政人士的帳戶，這一行動是在聯合國建議調查緬甸某些軍事領導人因種族滅絕、危害人類罪和針對羅興亞穆斯林的戰爭罪受到調查和起訴的情況下而進行的。

## 评價
2021年，非政府组织「無國界記者」將敏昂莱列入「新聞自由掠奪者」名單。